# Cistàcies
Cistàcia, Cistàcies o Cistaceae és una família de plantes amb flors.
La família conta de vuit gèneres distribuïts en 170- 200 espècies. Es troba a llocs temperats d'Europa i de la conca del Mediterrani però també de Nord-amèrica i unes poques espècies a Sud-amèrica. La majoria de les cistàcies són subarbustives o arbusts baixos i algunes són herbàcies.

## Ecologia
Aquesta família té dues importants propietats que permeten que s'estenguin després dels incendis, ja que tenen micorriza i moltes llavors que activen la germinació amb les altes temperatures.

## Conreu i usos
Els gèneres Cistus, Halimium i Helianthemum són conreats com a plantes ornamentals. No tenen gaires exigències respecte als sòls i són plantes resistents al fred.
L'espècie Cistus ladanifer es fa servir per a produir una resina aromàtica utilitzada a la perfumeria.